# Ángel Sánchez Rivero (escritor)
Este artículo trata sobre la biografía del escritor, poeta y ensayista canario. Para consultar también la biografía del ensayista, traductor y crítico de arte con el mismo nombre, nacido en Madrid, véase Ángel Sánchez Rivero.
Ángel Sánchez Rivero (Gáldar, 17 de mayo de 1943) es escritor, poeta visual, ensayista y traductor español. Es Premio de Canarias de Literatura 2018 y miembro de la Academia Canaria de la Lengua.

## Trayectoria
Estudió Filosofía y Letras en la Universidad de La Laguna y Lenguas Modernas en la Universidad de Salamanca. Especializado en métrica y traducción, fue becado por el Gobierno de Francia en la Universidad de Grenoble y como lector de español en el Lycée Hector Berlioz de Vincennes. Estudió también en las universidades de París y Göttingen. Es doctor en Letras y Ciencias del Hombre por la Universidad de la Sorbonne. Durante su estancia en París participó en cursos y conferencias en la Sorbonne, con Claude Lévi-Strauss, Jean-Paul Sartre  y Dénis Roche, animador de la revista Tel Quel. Ejerció su profesión como docente en la Universidad Laboral de Las Palmas de Gran Canaria hasta su jubilación.  
Durante su estancia en Alemania, se interesó por la obra de escritores como Georg Trakl, Gottfried Benn, Ingeborg Bachmann o Hans Magnus Enzensberger, a los que tradujo para la revista literaria canaria Fablas. Por esta época, se adentró en la poesía visual, especialmente en la obra de Eugen Gomringer, la poesía concreta alemana y los brasileños del grupo Noigandres.
Sus trabajos de investigación más recientes se dirigen al estudio de la etnolingüística del modelo dialectal canario, a la iconografía canaria y a la Etnografía y Antropología cultural de las Islas Canarias. Es colaborador de prensa y revistas tanto insulares como del resto país y extranjeras.

## Reconocimientos
En 1989 obtuvo el premio de Literatura Francisco Rodríguez Batllori, convocado por el Ayuntamiento de Gáldar, por su novela La mar se mueve. 
En 2017, el Ayuntamiento de Valleseco (Gran Canaria) lo nombra Hijo Adoptivo, distinción honorífica por el que se reconoce 'la labor y el vínculo no solo académico, cultural y familiar con el municipio de Valleseco, sino el papel activo que ha tenido con Valleseco a lo largo de su vida, rescatando la memoria a través de la etnografía y su historia'.También en 2017, recibió la distinción Can de Plata de las Artes por parte del Cabildo Insular de Gran Canaria en reconocimiento a su producción literaria.
En 2018, el Gobierno de Canarias le concedió el Premio de Canarias en la modalidad de Literatura en reconocimiento 'al esfuerzo realizado en el ámbito de la literatura y la investigación con transcendencia para el Archipiélago Canario'.
En junio de 2018, la Casa-Museo Antonio Padrón, centro dependiente del Cabildo de Gran Canaria en Gáldar, acogió la exposición de poesía visual Con A de Ángel, conformado por los trabajos realizados por el alumnado de la Academia Municipal de Dibujo y Pintura Josefa Medina de Gáldar.
Ese mismo año, se celebró la exposición Ángel Sánchez, 50 años de poesía visual, con la que se pretendió 'visibilizar y fundamentar su inmensa labor creativa y de investigación realizada, su indiscutible aportación a la cultura canaria'.
El Gobierno de Canarias, a través de la Biblioteca de Canarias y Canarias Cultura en Red, le dedicó uno de los capítulos visuales de la serie Palabras mayores, publicado en junio de 2020, dentro de la serie que dedica a personajes relevantes del ámbito literario de Canarias.
En mayo de 2021, presentó una obra de investigación sobre la iconografía canaria bajo el título El signo insular. Materiales de Iconografía Canaria, en un evento que tuvo lugar Centro Atlántico de Arte Moderno (CAAM).

## Obras
Poesía
- 1967, 29 poemas (con Aníbal Núñez), Imprenta Vitor, Salamanca
- 1971, Naumaquia, Gráficas Europa, Salamanca
- 1972, Parches, Gráficas Arabí, Madrid
- 1976, Cresta sónica, Mafasca para bibliófilos, Las Palmas de Gran Canaria
- 1978, Manual de supervivencia / Yoduro de sangre, prólogo de José-Miguel Ullán, Planas de Poesía, Las Palmas de Gran Canaria,.
- 1982, Caletont point, Espacio el mar, Santa Cruz de Tenerife
- 1987, Flexiones / Travesía (1979-1985), Col. Agustín Espinosa, Consejería de Cultura y Deportes del Gobierno de Canarias, Santa Cruz de Tenerife, ISBN 978-84-505-5713-8
- 2005,Teoría y práctica de vuelo, Ediciones Al-Harafish, Las Palmas de Gran Canaria, ISBN 978-84-89797-25-3
- 2007, Poesía reunida. Memorial de derrotas (1967-1982) y Paisaje sucesivo (1983-2007), Ediciones Idea, Santa Cruz de Tenerife, ISBN 978-84-8382-283-8

Poesía visual
- 1974, Pasa-la-bola (36 picto-tipografías).Colección ‘los zapatos del ciempiés’. Salamanca,.
- 1976, Logística del tapir, Imprenta Pérez Galdós. Las Palmas de Gran Canaria,
- 1980, Némesis, Colección Anagrammatica, Santa Cruz de Tenerife,
- 1991, Poemas visuales, Las Palmas de Gran Canaria,
- 1992, Obra Visual (1971-1991), textos de Clara Muñoz, José Díaz Cuyás y del autor. Centro Insular de Cultura. Cabildo Insular de Gran Canaria.
- 1993, Anastomosis. Centro de Arte La Regenta (Gran Canaria), Sala de Arte La Granja (Santa Cruz de Tenerife), comisariada por Alfonso Crujera.
- 1997, Cicer: Hildegard Hahn: retrato de un paisaje, 1992-1997, ISBN 978-84-7947-211-5
- 2001, A/efectos personales. Col. El Monográfico. Ediciones Al-Harafish, Las Palmas de Gran Canaria
- 2004, Poesía Visual + Libros de artista, con José Antonio Sarmiento, Serafín Dopazo y Ferrán Fernández. Galería Murnó y Sala Ex - Convento de Santo Domingo. La Laguna (Tenerife).
- 2006, Variables Advertidas. Poesía visual & obra pop. Galería Murnó, La Laguna. Tenerife,
- 2012, Vocal + Consonante, MAPFRE. Las Palmas de Gran Canaria, ISBN 978-84-92532-88-9
- 2016, Mayéutica del verso libre: antología, 1967-2015, ISBN 978-84-9042-244-1
- 2018,  Ángel Sánchez, 50 años de poesía visual, ISBN 978-84-09-02703-3
- 2019, Tenesedra, Depósito legal: GC 510-2019
- 2020, Aljirofe, Depósito legal: GC 07-2020

Narrativa
- 1982, Unos cuantos cuentos, Imprenta Pérez Galdós, Las Palmas de Gran Canaria, ISBN 978-84-8382-999-8
- 2004, Gadifer, SEPTEM, Santa Cruz de Tenerife,
- 2005, La mar se mueve, Ed. La Marea. Santa Cruz de Tenerife, ISBN 978-84-933010-3-5
- 2007, Cuchillo criollo, Ediciones Idea, Santa Cruz de Tenerife, ISBN 978-84-96740-25-9
- 2009, Tres zafras, Ed. Makaronesia. Las Palmas de Gran Canaria, ISBN 978-84-613-3292-2
- 2010, Un beso en la nuca, Ediciones IDEA, Santa Cruz de Tenerife, ISBN 978-84-9941-178-1
- 2013, Calibán, Ediciones Aguere / Idea, ISBN 978-84-15872-38-2
- 2015, Cenizas del paraíso (novela histórica), Mercurio Editorial, ISBN 978-84-94944454-3-9

Ensayo/Investigación
- 1983 Ensayos sobre cultura canaria, Edirca, Las Palmas de Gran Canaria.
- 1990, Lanzarote. Rituales de fuego y agua, Col. Taro, Cabildo Lanzarote, ISBN 978-84-87021-04-6
- 1991, Dichos canarios comentados, Heca, Las Palmas de Gran Canaria.
- 1993, Gaceta de Arte, Viceconsejería de Cultura y Deportes, Islas Canarias, ISBN 978-84-7947-045-6
- 2005, La casa vestida, Consejería de Educación, Cultura y Deportes del Gobierno de Canarias, ISBN 978-84-7947-321-1
- 2021, El signo insular. Materiales de Iconografía Canaria, Cabildo de Gran Canaria, ISBN 978-84-8103-931-3

Traducción
- 1975, Georg Trakl, Poemas, Visor, Madrid, ISBN 978-84-7053-064-7
- 1989, Johann Christian Günther, Poemas escogidos, Edirca, Las Palmas de Gran Canaria,

Ediciones
- 1989, Antología poética de Bartolomé Cairasco de Figueroa, Biblioteca Básica Canaria, Madrid. ISBN 978-84-87137-20-4
- 1990, Obra selecta de Domingo López Torres, Biblioteca Básica Canaria, Madrid, ISBN 978-84-87137-42-6